# Morten Hegreberg
Morten Hegreberg (Stavanger, 11 juni 1977) is een Noors voormalig wielrenner. Hegreberg won het Noors Kampioenschap Tijdrijden in 2006 en eindigde ook enkele malen op het podium bij het Noors Kampioenschap op de Weg. Hij is de oudere broer van Roy Hegreberg die eveneens beroepsrenner was.

## Palmares
1995
 Nationaal kampioen, junioren
2000
1e etappe Ringerike GP
2005
7e etappe An Post Rás
2006
 Noors kampioenschap ploegentijdrit
9e etappe An Post Rás